# S/S Ammonia
S/S Ammonia är världens sista ångdrivna tågfärja och en av två K-märkta färjor i Tinnsjø i Tinns kommun i Telemark fylke i Norge. 

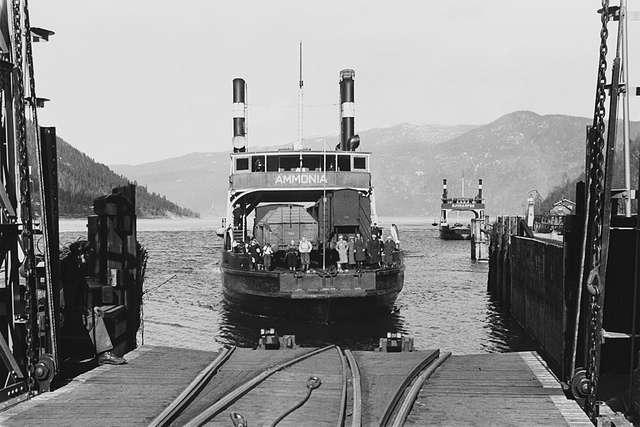
Ammonia angör Mæl, 1942.

Ammonia var den tredje passagerarfärjan på Tinnsjø. Hon byggdes i delar på Moss Værft og Dokk i Moss och monterades ihop i Tinnoset och sjösattes 18 juni 1929. Ammonia har plats för 250 passagerare och 16-17 järnvägsvagnar på 120 meter normalspår på däcket för transport mellan Rjukanbanen och Tinnosbanen. 
Ammonia var koleldad till 1951 då hon renoverades och byggdes om till oljeeldning. Hon gick i fast trafik mellan Mæl och Tinnoset till 1957 och därefter som reserv för den nybyggda M/S Storegut till 1991 då trafiken lades ned. Ammonia och Storegutt kulturskyddades av Riksantikvaren år 2009 och ligger idag vid kaj i Mæl.
Hennes namn kommer troligen från de produkter, ammoniak och ammoniumnitrat, som transporterades på järnväg från Norsk Hydros anläggningar i Rjukan ut i världen. Ammonia är systerfartyg till S/S Hydro som sänktes i Tinnsjø i samband med tungvattenaktionen under andra världskriget och spelade med i filmen Hjältarna från Telemarken från 1965.
Ammonia är en del av industriminnet Rjukan-Notodden som utsågs till världsarv av Unesco år 2015.